# Agrias strympli
Agrias strympli är en fjärilsart som beskrevs av Le Moult 1925. Agrias strympli ingår i släktet Agrias och familjen praktfjärilar. Inga underarter finns listade i Catalogue of Life.